# 信州大学教育学部附属幼稚園
信州大学教育学部附属幼稚園（しんしゅうだいがくきょういくがくぶ ふぞくようちえん）は、長野県松本市桐1丁目にある、国立大学法人の幼稚園である。教育目標は「遊びにうちこむ子ども」

## 所在地
- 長野県松本市桐1－3－1

## 最寄駅
- 東日本旅客鉄道篠ノ井線：松本駅
- 東日本旅客鉄道大糸線：北松本駅
- アルピコ交通バス浅間線・北部循環線・北市内線等：元原町